# Der Exorzismus der Anneliese M. – Der Film
Der Exorzismus der Anneliese M. – Der Film ist ein Low-Budget-Horrorfilm von The Asylum aus dem Jahr 2011. Der Film basiert auf dem Schicksal von Anneliese Michel.

## Handlung
Im Jahr 1976 kommt ein amerikanisches Filmteam nach Bayern, um einen Dokumentarfilm über Anneliese Michel zu drehen. Man will herausfinden, ob Anneliese am Tourette-Syndrom erkrankt ist oder ob sie, wie Kirchenvertreter meinen, vom Teufel besessen ist. Doch schon bald droht die Situation zu eskalieren. Anneliese isst nichts mehr und beginnt Menschen zu verletzen.

## Veröffentlichung
In den USA wurde der Film am 1. März 2011 auf DVD veröffentlicht, in Deutschland am 28. Juli und in Großbritannien am 17. Oktober 2011.

## Kritik
„Inspiriert von ‚Paranormal Activity‘ sowie vermutlich auch dem ‚Exorzismus der Emily Rose‘ entern die Asylum-Leute den dahinrasenden Dokufiktionszug und servieren buchstäblich für den Apfel und das Ei diese vergleichsweise krude Nachstellung eines historischen Falles von Teufelsaustreibung mit Todesfolge. Über die meiste Zeit reden mäßig engagierte Darsteller geradewegs in die Kamera, gruselig sind allein die Tondokumente der echten Anneliese M., welche man hier mit höherer Dreistigkeit wie selbstverständlich einrührt.“

„Fans des gerade wieder angesagten Exorzismus-Subgenres werden hier sicherlich nicht enttäuscht. Hervorheben sollte man noch die Darstellung der besessenen Anneliese, die von Nicole Müller so dermaßen realistisch verkörpert wird, dass man wirklich eine Gänsehaut bekommt.“